# Col·legi Internacional de Filosofia
El Col·legi Internacional de Filosofia (Ciph) és un centre d'ensenyament superior de París. Va ser cofundat l'any 1983 per Jacques Derrida, François Châtelet, Jean-Pierre Faye i Dominique Lecourt en un intent de repensar l'ensenyament de la filosofia a França i d'alliberar-lo de qualsevol autoritat institucional, sobretot de la universitat.
El seu finançament es fa principalment amb fons públics. Les seves càtedres o «directors de programa» són elegits de manera competitiva per 6 anys (no renovables), després d'una convocatòria internacional oberta de propostes (cada tercer any). Les propostes són gratuïtes i els directors s'escullen després d'una avaluació col·legial i entre iguals del seu valor per a la filosofia. El Ciph reconeix que la filosofia s'atén millor si està situada en «interseccions» com ara Filosofia/Ciència o Filosofia/Dret. Les propostes han de respondre a aquesta exigència interseccional tal com va voler Jacques Derrida. El Ciph té pocs estudiants inscrits, que poden rebre el Diplôme du Collège international de philosophie, que no és un títol universitari però que, en alguns casos, pot ser convalidat per universitats franceses o estrangeres. En cas contrari, l'assistència als seminaris és oberta i gratuïta.